# 丈山苑
丈山苑（じょうざんえん）は、愛知県安城市にある日本庭園。分類は歴史公園。

## 概要
石川丈山の生誕地を碧海郡明治村（現安城市）出身で政治家の渋谷良平が買い取り、公園として整備した。これを安城市が譲り受け、丈山が京都の一乗寺に建てた詩仙堂をイメージした建物と庭園を平成8年の愛知ふるさとづくり事業として整備し、1996年5月21日に開園したものである。
園の核をなす詩泉閣は木造2階建てで、延床面積は304.58m2。建物にある「詩仙の間」には狩野探幽筆の三十六詩仙図（複製）などが掲げられるほか、2階から階段を登ると嘯月楼（しょうげつろう）と呼ばれる望楼がある。庭園は詩仙堂唐様庭園（唐様庭園）と東本願寺渉成園（回遊式池泉庭園）、一休寺酬恩庵蓬莱庭園（枯山水蓬莱庭園）をモデルとした三庭園で構成されており、石川丈山翁像や四阿、休憩施設などが配置されている。

## ギャラリー

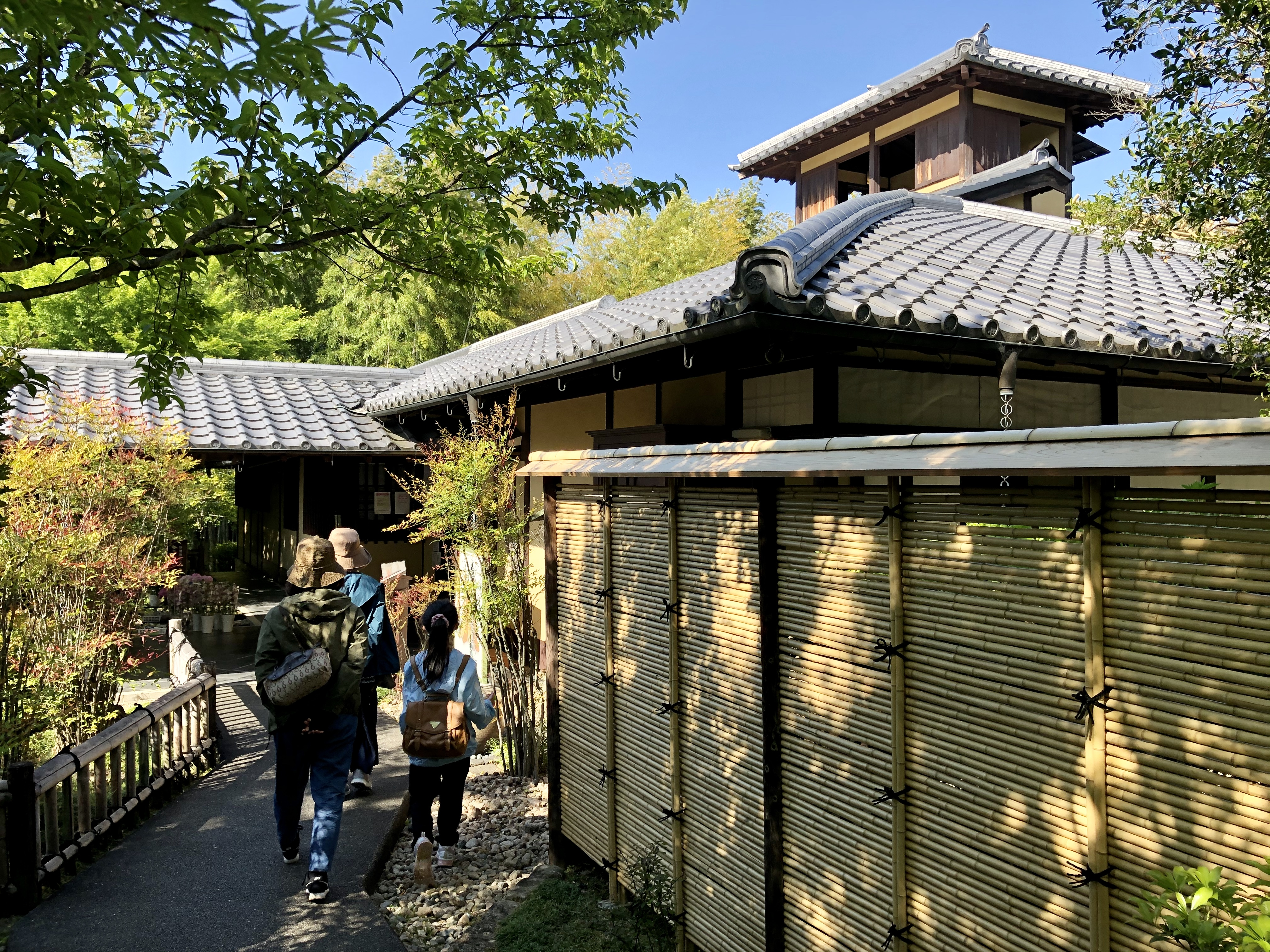
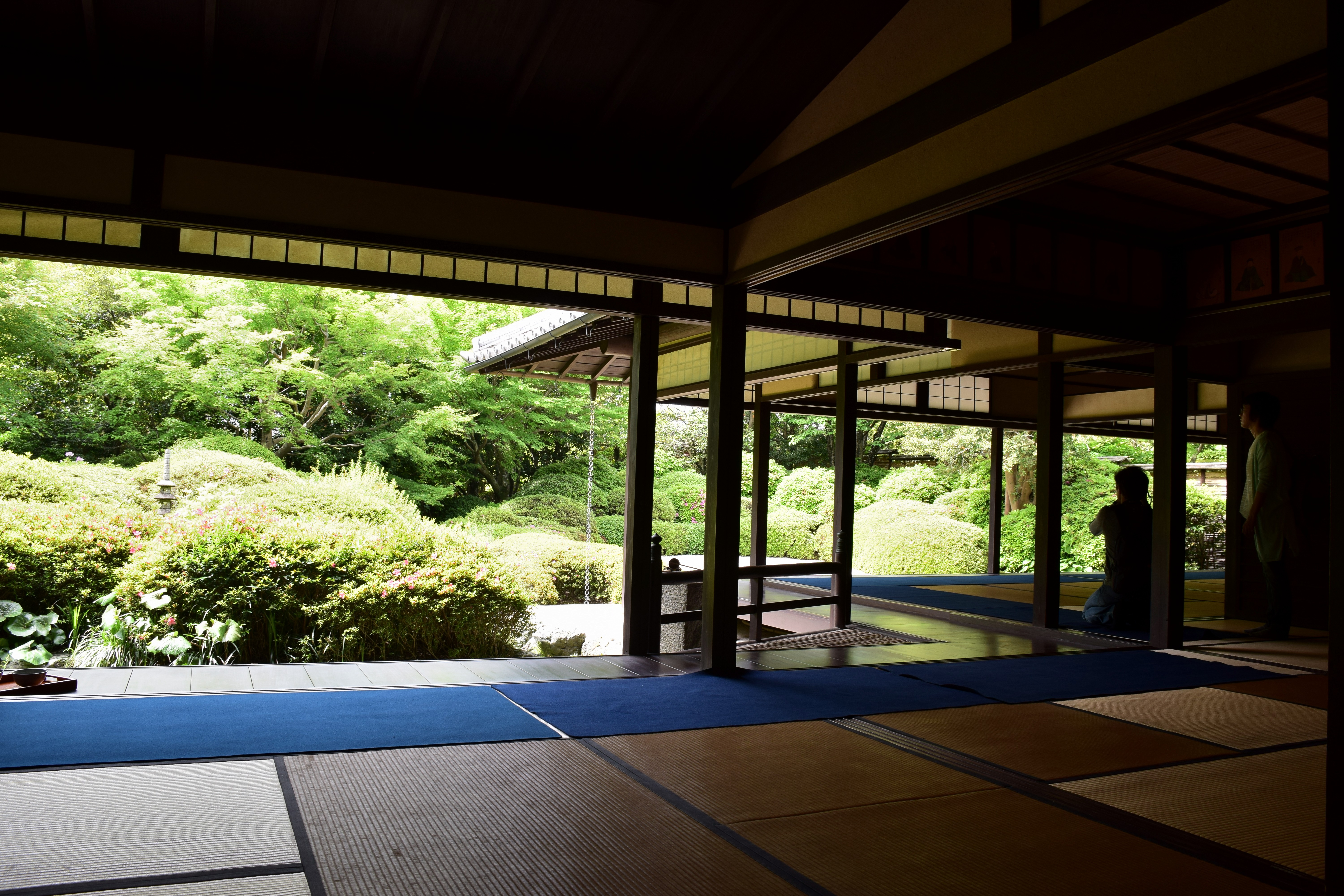

## 交通アクセス
- あんくるバス南部線「和泉丈山苑」バス停より徒歩約10分[3]